# Fermasee
Der Fermasee ist ursprünglich ein Altrheinarm, der lange Zeit als Baggersee genutzt wurde. Er gehört zu Rheinstetten-Neuburgweier im Landkreis Karlsruhe und entstand, als für den Westwall Kies benötigt wurde.
Große Teile der Ufer gehören heute zum Naturschutzgebiet Altrhein Neuburgweier und sind für Besucher und Badegäste gesperrt. An der Ostseite, die von Neuburgweier aus mit dem Auto zugänglich ist, gibt es einen kleinen Parkplatz und eine Badebucht. An Sonn- und Feiertagen stellt die DLRG-Ortsgruppe Südhardt einen Wasserrettungsdienst. Ebenfalls im Osten mündet der Tankgraben in den See.

## Andere Namen
Der Fermasee wird auch „Kiefersee“, „Kiefer Fermasee“ oder „Stolzsches Gewässer“ genannt.